# Себолайш-де-Сіма
Себолайш-де-Сіма (порт. Cebolais de Cima; МФА: [sɨ.bu.ˈɫajʒ dɨ ˈsi.mɐ]) — парафія в Португалії, у муніципалітеті Каштелу-Бранку. Розташована в східній частині країни, на теренах історичної португальської провінції Бейра. Входить до складу округу Каштелу-Бранку. За адміністративним поділом, чинним до 1976 року, терени парафії були складовою провінції Нижня Бейра. Належить до Порталегрівсько-Каштелу-Бранківської діоцезії Католицької церкви. Патрон — Діва Марія. Площа — 12,8527 км². Населення — 1026 ос. (2011). Слабо урбанізований регіон. Густота населення — 79,83 осіб/км²
. Код — 050206.

## Населення
| Кількість мешканців | Кількість мешканців | Кількість мешканців | Кількість мешканців | Кількість мешканців | Кількість мешканців | Кількість мешканців | Кількість мешканців | Кількість мешканців | Кількість мешканців | Кількість мешканців | Кількість мешканців | Кількість мешканців | Кількість мешканців | Кількість мешканців |
| ------------------- | ------------------- | ------------------- | ------------------- | ------------------- | ------------------- | ------------------- | ------------------- | ------------------- | ------------------- | ------------------- | ------------------- | ------------------- | ------------------- | ------------------- |
| 1864                | 1878                | 1890                | 1900                | 1911                | 1920                | 1930                | 1940                | 1950                | 1960                | 1970                | 1981                | 1991                | 2001                | 2011                |
| 1 171               | 1 248               | 643                 | 603                 | 958                 | 952                 | 1 105               | 1 300               | 1 512               | 1 669               | 1 537               | 1 745               | 1 529               | 1 290               | 1 026               |